# Hövidstjärnen
Hövidstjärnen är en sjö i Örnsköldsviks kommun i Ångermanland och ingår i Moälvens huvudavrinningsområde. Sjön har en area på 0,143 kvadratkilometer och ligger 227,4 meter över havet.

## Delavrinningsområde
Hövidstjärnen ingår i det delavrinningsområde (703261-161867) som SMHI kallar för Utloppet av Hövidstjärnen. Medelhöjden är 250 meter över havet och ytan är 0,71 kvadratkilometer. Det finns inga avrinningsområden uppströms utan avrinningsområdet är högsta punkten. Vattendraget som avvattnar avrinningsområdet har biflödesordning 3, vilket innebär att vattnet flödar genom totalt 3 vattendrag innan det når havet efter 47 kilometer. Avrinningsområdet består mestadels av skog (79 procent). Avrinningsområdet har 0,14 kvadratkilometer vattenytor vilket ger det en sjöprocent på 20,1 procent.